# Begonia nepalensis
Espèce
Synonymes
- Begonia gigantea Wall. ex C. B. Clarke[2]
- Begonia gigantea Wall. ex C.B.Clarke[1]
- Begonia nepalensis var. micropteron (A. DC.) J. Door.[1]
- Mezierea nepalensis A. DC.[2]
- Mezierea nepalensis A.DC.[1]

Begonia nepalensis est une espèce de plantes de la famille des Begoniaceae. Ce bégonia est originaire d'Asie du Sud. L'espèce fait partie de la section Monopteron. Elle a été décrite en 1894 par Otto Warburg (1859-1938). L'épithète spécifique nepalensis signifie « du Népal ».

## Description

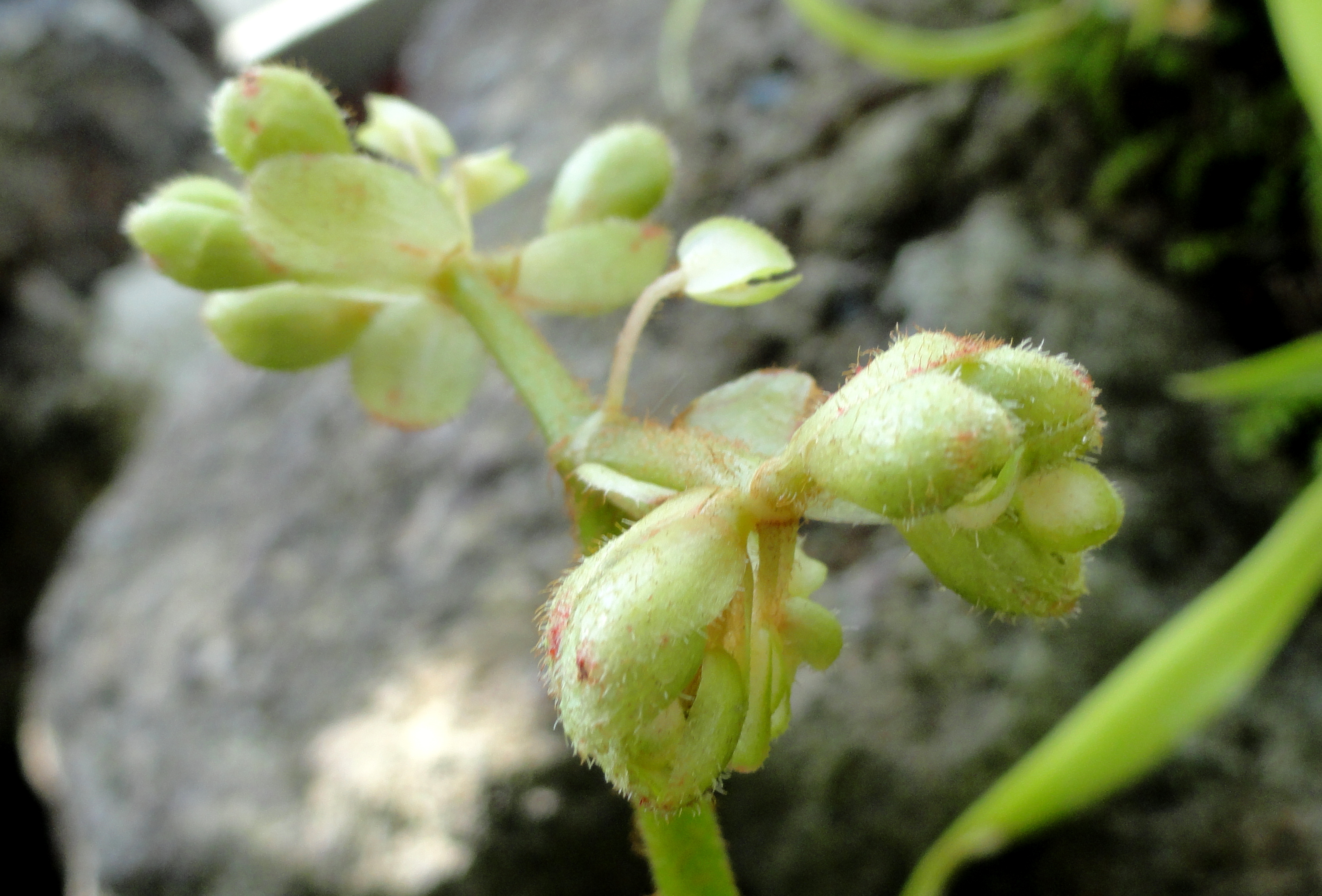
Détail de l'inflorescence, en boutons

## Répartition géographique
Cette espèce est originaire des pays suivants : Bhoutan ; Inde ; Népal.

## Liste des variétés
Selon Tropicos (21 février 2017) (Attention liste brute contenant possiblement des synonymes) :
- variété Begonia nepalensis var. micropteron (A. DC.) J. Door.
- variété Begonia nepalensis var. nepalensis